# Бейфілд (Колорадо)
Бейфілд (англ. Bayfield) — місто (англ. town) в США, в окрузі Ла-Плата штату Колорадо. Населення — 2838 осіб (2020).

## Географія
Бейфілд розташований за координатами 37°14′7″ пн. ш. 107°35′41″ зх. д. / 37.23528° пн. ш. 107.59472° зх. д. (37.235248, -107.594814).  За даними Бюро перепису населення США в 2010 році місто мало площу 3,73 км², уся площа — суходіл.

## Демографія
Згідно з переписом 2010 року, у місті мешкали 2333 особи в 903 домогосподарствах у складі 631 родини. Густота населення становила 625 осіб/км².  Було 966 помешкань (259/км²).
Расовий склад населення:
| - 88,4 % — білих - 4,1 % — корінних американців - 0,3 % — азіатів - 0,2 % — чорних або афроамериканців - 3,3 % — осіб інших рас |

До двох чи більше рас належало 3,7 %. Частка іспаномовних становила 13,2 % від усіх жителів.
За віковим діапазоном населення розподілялося таким чином: 29,3 % — особи молодші 18 років, 62,1 % — особи у віці 18—64 років, 8,6 % — особи у віці 65 років та старші. Медіана віку мешканця становила 34,1 року. На 100 осіб жіночої статі у місті припадало 99,4 чоловіків;  на 100 жінок у віці від 18 років та старших — 93,8 чоловіків також старших 18 років.
Середній дохід на одне домашнє господарство  становив 83 808 доларів США (медіана — 64 087), а середній дохід на одну сім'ю — 93 272 долари (медіана — 70 000). За межею бідності перебувало 7,4 % осіб, у тому числі 7,6 % дітей у віці до 18 років та 4,5 % осіб у віці 65 років та старших.
Цивільне працевлаштоване населення становило 1347 осіб. Основні галузі зайнятості: роздрібна торгівля — 17,0 %, освіта, охорона здоров'я та соціальна допомога — 13,6 %, мистецтво, розваги та відпочинок — 12,7 %, будівництво — 12,5 %.